# Адырхаева, Светлана Дзантемировна
Светла́на Дзантеми́ровна Адырха́ева (осет. Адырхаты Дзантемыры чызг Светланæ; 12 мая 1938, с. Хумалаг, Северо-Осетинская АССР — 27 августа 2023, Москва) — советская, российская артистка балета и педагог, прима-балерина Большого театра в 1960—1988 годах. Народная артистка СССР (1984).

## Биография
Светлана Адырхаева родилась 12 мая 1938 года в селе Хумалаг (ныне — в Правобережном районе Северной Осетии) в осетинской семье.
В 1946 году в составе национальной группы поступила в Ленинградское хореографическое училище. Училась по классу Варвары Мей (младшие классы) и Елены Ширипиной.
После выпуска в 1955 году была принята в труппу Челябинского театра оперы и балета, в 1958—1960 годах танцевала в Одесском театра оперы и балета. В 1960 году выступила в Москве в рамках Декады литературы и искусства Северо-Осетинской АССР, после чего получила приглашение Большого театра исполнить партию Одетты-Одиллии в балете «Лебединое озеро».
Была солисткой Большого театра до 1988 года. Занималась в классе Асафа Мессерера. Позировала для фотографий его учебника «Уроки классического танца».
Поступив на балетмейстерское отделение Института театрального искусства, параллельно в 1978—1981 годах преподавала там методику классического танца. Получила диплом в 1980 году. В 1991—1996 годах вместе с мужем, танцовщиком Алексеем Закалинским создала собственную труппу «Театр балета Светланы Адырхаевой» и была её художественным руководителем. В 1995—2001 годах преподавала классический танец в Академии хореографии Нового гуманитарного университета Наталии Нестеровой.
С 1997 года — председатель Ассоциации деятелей хореографического искусства.
В 2001 году вернулась в Большой театр в качестве педагога-репетитора. Работала с такими артистками, как Анна Антоничева, Екатерина Крысанова, Евгения Образцова, Анастасия Сташкевич, Анастасия Яценко, Анастасия Горячева, Мария Семеняченко и другие.
С 2013 года — член Художественного совета балетной труппы Большого театра.
В 2001 году имя Светланы Адырхаевой было присвоено Владикавказской балетной школе-студии.
В честь 75-летия балерины 27 октября 2013 года на основной сцене Большого театра был проведён гала-концерт.
Скончалась 27 августа 2023 года в Москве после продолжительной болезни. Церемония прощания состоялась 30 августа в Большом театре. Похоронена на Троекуровском кладбище Москвы рядом с мужем.

### Семья
Светлана Адырхаева была замужем за танцовщиком, балетмейстером и педагогом Алексеем Закалинским (1941—2009). В 1969 году у них родилась дочь Фатима.

## Звания и награды
- I премия Всесоюзного фестиваля музыкальных театров, ансамблей и хоров (1958, Москва)
- Заслуженная артистка Северо-Осетинской АССР (1960)
- Народная артистка Северо-Осетинской АССР (1963)
- Заслуженная артистка РСФСР
- Народная артистка РСФСР (1974)
- Народная артистка СССР (1984)
- Народная артистка Республики Южная Осетия (2008)
- Орден Трудового Красного Знамени (1976)
- Орден «Знак Почёта» (1960)[5]
- Орден «Слава Осетии» (2013)
- Орден Почёта (Южная Осетия) (2013)
- Орден Дружбы (Южная Осетия) (2018)
- Медаль ордена «За заслуги перед Отечеством» II степени (2014) — за заслуги в развитии отечественной культуры и искусства, телерадиовещания и многолетнюю плодотворную деятельность[6]
- Медаль «За доблестный труд. В ознаменование 100-летия со дня рождения Владимира Ильича Ленина»
- Медаль «Во Славу Осетии»
- Почётная грамота Республики Северная Осетия-Алания (1998) — за высокое исполнительское мастерство и большой вклад в развитие культуры республики[7]
- Приз «Душа танца» журнала «Балет» в номинации «Мэтр танца» (2009)
- Герой труда Осетии (2023)

## Репертуар

#### Челябинский театр оперы и балета им. М. И. Глинки
- Зарема, «Бахчисарайский фонтан» Б. Асафьева
- Уличная танцовщица, «Дон Кихот» Л. Минкуса
- Флёр де Лис, «Эсмеральда» Ц. Пуни в редакции Р. Глиэра
- Половчанка, «Половецкие пляски» из оперы А. Бородина «Князь Игорь»

В качестве солистки Большого театра:
- 1971 — Одетта—Одиллия, «Лебединое озеро» П. Чайковского
- 1976 — Китри, «Дон Кихот» Л. Минкуса
- 1977 — Солистка, «Гран па» из балета «Пахита»➤

#### Одесский театр оперы и балета
- Никия, «Баядерка» Л. Минкуса
- Принцесса Будур, «Аладдин и волшебная лампа» Б. В. Савельева

#### Большой театр
- 1960 — Одетта и Одиллия, «Лебединое озеро» П. И. Чайковского, хореография М. Петипа и Л. Иванова, редакция А. Горского в постановке А. Мессерера
- 1960 — Уличная танцовщица, «Дон Кихот» Л. Минкуса, хореография М. Петипа в редакции А. Горского
- 1962 — Зарема, «Бахчисарайский фонтан» Б. Асафьева, хореография Р. Захарова
- 1962 — Гаянэ, «Гаянэ» А. Хачатуряна, хореография В. Вайнонена
- 1962 — Солистка, номер «Вальс-каприс» из программы «Русские миниатюры» на музыку А. Алябьева, М. Глинки, А. Даргомыжского, А. Лядова, П. Чайковского, хореография В. Варковицкого
- 1963 — Осень, «Золушка» С. Прокофьева, хореография Р. Захарова
- 1963 — Хозяйка Медной горы, «Каменный цветок» С. Прокофьева, хореография Ю. Григоровича
- 1963 — Фея смелости, «Спящая красавица» П. Чайковского, хореография М. Петипа в редакции Ю. Григоровича
- 1964 — Принцесса Флорина, Фея бриллиантов, «Спящая красавица» П. Чайковского, хореография М. Петипа в редакции Ю. Григоровича
- 1964  — Повелительница дриад, «Дон Кихот» Л. Минкуса, хореография М. Петипа в редакции А. Горского
- 1965 — Мехмене Бану, «Легенда о любви» А. Меликова, хореография Ю. Григоровича
- 1968 — Эгина, «Спартак» А. Хачатуряна, хореография Ю. Григоровича
- 1972 — Китри, «Дон Кихот» Л. Минкуса, хореография М. Петипа в редакции А. Горского
- 1975 — Одетта—Одиллия, «Лебединое озеро» П. Чайковского, хореография М. Петипа и Л. Иванова, редакция Ю. Григоровича
- 1976 — Беатриче, «Любовью за любовь» Т. Хренникова, хореография В. Боккадоро
- 1977 — Магнолия, «Чиполлино» К. Хачатуряна, хореография Г. Майорова
- 1977 — Фрейлина, «Подпоручик Киже» на музыку С. Прокофьева, хореография А. Лапаури и О. Тарасовой
- 1981 — Бахор, «Индийская поэма» на музыку У. Мусаева, постановка Ю. Скотт и Ю. Папко

### Гастроли
Гастролировала в Японии, Италии, Англии, Франции, Египте, Венгрии, Австрии, Индии, Бирме, Югославии, Мексике, Румынии, Турции, Сирии, на Кубе а также в странах Южной Америки и Африки.
- 1964, «Фестивальный балет», Лондон — Фея Драже, «Щелкунчик» П. Чайковского, хореография В. Вайнонена
- 1965, Туркменский театр оперы и балета им. Махтумкули, Ашхабад — Одетта-Одиллия, «Лебединое озеро» П. Чайковского, хореография Ю. Григоровича
- 1971, Челябинский театр оперы и балета — Одетта-Одиллия, «Лебединое озеро» П. Чайковского, хореография Ю. Григоровича
- 1972, Париж — Эгина, «Спартак» А. Хачатуряна, хореография Ю. Григоровича
- 1976, Челябинский театр оперы и балета — Китри, «Дон Кихот» Л. Минкуса
- 1977, Афины — Эгина, «Спартак» А. Хачатуряна, хореография Ю. Григоровича
- 1979, Северо-Осетинский театр оперы и балета, Владикавказ — Чабахан, «Хетаг» Д. Хаханова, хореография А. Закалинского
- 1985, Куйбышевский театр оперы и балета — Жизель, «Жизель» А. Адана в редакции А. Шелест

## Постановки
- 1977, Челябинский театр оперы и балета — «Гран па» из балета «Пахита» (совместно с Алексеем Закалинским)
- 1991, Театр балета Светланы Адырхаевой — «Осенние сильфы» на музыку К. М. фон Вебера (совместно с Алексеем Закалинским)

## Фильмография
- 1980 — «Большой балет», фильм-концерт
- 1991 — «Откровения балетмейстера Федора Лопухова», документальный фильм